# NGC 3190
NGC 3190 é uma galáxia espiral (Sa) localizada na direcção da constelação de Leo. Possui uma declinação de +21° 49' 58" e uma ascensão recta de 10 horas, 18 minutos e 05,6 segundos.
A galáxia NGC 3190 foi descoberta em 12 de Março de 1784 por William Herschel.